# Kacykowiec żółtosterny
Kacykowiec żółtosterny, kacyk żółtosterny (Cacicus cela) – gatunek średniej wielkości ptaka z rodziny kacykowatych (Icteridae). Szeroko rozpowszechniony w nizinnych, wiecznie zielonych lasach od Panamy i Trynidadu na południe do Peru, Boliwii i środkowej Brazylii. Jest uznawany za gatunek najmniejszej troski.

## Systematyka
Gatunek po raz pierwszy zgodnie z zasadami nazewnictwa binominalnego opisał Karol Linneusz, nadając mu nazwę Parus Cela. Opis ukazał się w 1758 roku w 10. edycji Systema Naturae. Jako miejsce typowe autor błędnie wskazał in Indiis; w 1906 roku Carl Eduard Hellmayr dokonał zamiany na Surinam. Zwykle wyróżnia się trzy podgatunki:
- C. c. cela (Linnaeus, 1758) – kacykowiec żółtosterny[4]
- C. c. flavicrissus (P.L. Sclater, 1860) – kacykowiec szafranorzytny[4]
- C. c. vitellinus Lawrence, 1864

Na liście ptaków świata opracowywanej we współpracy BirdLife International z autorami HBW (9. wersja online: październik 2024) podgatunki flavicrissus i vitellinus zostały wydzielone do osobnego gatunku – Cacicus flavicrissus. Tak też klasyfikuje je Międzynarodowa Unia Ochrony Przyrody (IUCN), która stosuje ujęcie systematyczne według tej listy. 

### Etymologia
- Cacicus: hiszpańska nazwa „Cacique” dla kacyka, od nazwy cacike w języku Indian Taíno – „szef, wódz” < maya cakchikeles „wódz”[13].
- cela: gr. κελαινος, kelainos – czarny[14].

## Morfologia
Nieduży ptak ze średniej wielkości, grubym u nasady, dosyć długim i szpiczastym, bladym w kolorze kości słoniowej dziobem. Tęczówki błękitne u samców i szare u samic. Nogi czarniawe. Ptak o czarnym upierzeniu z lekkim niebieskawym połyskiem, z cytrynowożółtymi pokrywami drugiego rzędu, pokrywami podogonowymi, kuprem i pokrywami nadogonowymi. Dymorfizm płciowy uwidacznia się głównie w tym, że samce są o około 20% większe od samic. Długość ciała z ogonem: samce 27–29 cm, samice 23–25 cm; masa ciała: samce 106,3 ± 7,5 g, samice 68,9 ± 3,6 g.

## Zasięg występowania
Kacykowiec żółtosterny występuje:
- C. c. cela – na nizinach na wschód od Andów – od Kolumbii (wliczając wybrzeże Morza Karaibskiego w okolicach miasta Santa Marta), poprzez większość terytorium Wenezueli, Trynidad, region Gujana na południe do środkowej Boliwii i południowej Brazylii (stan Mato Grosso do Sul); osobna populacja występuje na wschodnim wybrzeżu Brazylii od stanu Pernambuco do południowo-wschodniej części stanu Bahia,
- C. c. flavicrissus – w zachodnim Ekwadorze (na północ do zachodniej części prowincji Esmeraldas) i skrajnie północno-zachodnim Peru (region Tumbes),
- C. c. vitellinus – od środkowej Panamy do północnej i środkowej Kolumbii (do Santa Marta i departamentu Tolima).

Jest gatunkiem osiadłym. Jego zasięg występowania według szacunków organizacji BirdLife International obejmuje 11,2 mln km².

## Ekologia
Głównym habitatem kacykowca żółtosternego są obrzeża nizinnych lasów deszczowych, obecnie często zagospodarowane przez człowieka. Występuje na pastwiskach, wzdłuż dróg i innych stworzonych przez człowieka biotopach. Jest gatunkiem przede wszystkim owadożernym. Jego głównymi składnikami diety są świerszczowate, pasikonikowate oraz pająki z rodziny krzyżakowatych. W górnych partiach lasu polują także na gąsienice i inne bezkręgowce. Dorosłe osobniki jedzą również owoce, nasiona i nektar drzew. Do ulubionych należą owoce Ficus trigona i Quararubea cordata. Jest gatunkiem osiadłym.

### Rozmnażanie
Kacykowiec żółtosterny żyje w koloniach od 2 do nawet 250 gniazd, samce są poliginiczne. Samice budują wiszące gniazda często w sąsiedztwie gniazd os z podrodziny Polistinae, które zapewniają dodatkową ochronę przed drapieżnymi ssakami i gadami. Samce nie uczestniczą w budowie gniazda, wysiadywaniu jaj i karmieniu piskląt. Najbardziej dominujące osobniki łączą się z wieloma samicami (od 1 do 27), natomiast te mniej dominujące spełniają w kolonii inne zadanie, bronią kolonię przed drapieżnikami. Kolonie kacykowca żółtosternego są narażone na drapieżnictwo ze strony m.in. kapucynek czubatych, kapucynek białoczelnych, sajmiri wiewórczych, tukanów czerwonodziobych, karakar czarnych, urubiting czarnych i kilku gatunków węży. Gniazda są także atakowane przez starzyka wielkiego.

#### Budowa gniazd
Gniazda budowane są wyłącznie przez samice w formie wiszącego worka w ciasnych skupiskach zazwyczaj 20–200 w kolonii. Kolonia obejmuje jedno lub dwa drzewa. Budowa gniazda zajmuje od 8 do 20 dni. W lęgu samica składa 2 jasnoniebieskie lub białe jaja z ciemnymi plamami, każde o masie 5–6 g. Inkubacja rozpoczyna się z chwilą złożenia drugiego jaja i trwa 13–15 dni. Po wykluciu pisklęta są karmione wyłącznie przez samicę, opuszczają gniazdo po około 25 dniach. Długość generacji jest określana na 3,6 lat.

## Status
W Czerwonej księdze gatunków zagrożonych IUCN kacykowiec żółtosterny jest klasyfikowany jako gatunek najmniejszej troski (LC – Least Concern). Liczebność populacji nie została oszacowana, zaś jej trend oceniany jest jako umiarkowanie spadkowy. Gatunek opisywany jest jako pospolity.
Od 2016 roku IUCN klasyfikuje podgatunki flavicrissus i vitellinus jako osobny gatunek – Cacicus flavicrissus; także zalicza go do kategorii najmniejszej troski, a trend jego liczebności ocenia jako umiarkowanie spadkowy.